# American Insurance Company Building
El American Insurance Company Building es uno de los rascacielos más antiguos y altos de Newark (Nueva Jersey), en la Costa Este de los Estados Unidos. Ubicado en 15 Washington Street en Washington Park, una vez fue la sede de la American Insurance Company y ahora es parte de la Universidad Rutgers. La torre neoclásica es una propiedad contribuidora al Distrito Histórico de James Street Commons, que también incluye el Parque Washington, el Museo de Arte de Newark y la Biblioteca Pública de Newark. Reabrió en noviembre de 2015 como dormitorios de estudiantes, espacio para eventos y apartamento del canciller.

## Historia
La American Insurance Company se incorporó el 20 de febrero de 1846 y comenzó a operar el 1 de abril de 1846. La compañía mantuvo oficinas en el centro de Broad Street y más tarde en Park Place. En 1930 se completó una nueva oficina en el hogar. La torre neoclásica de dieciséis pisos tiene 99 m de altura. Una característica principal del interior es un "gran salón" con techos de 6 m y ventanas de 4,6 m. El edificio fue diseñado por el estudio de arquitectura de padre e hijo, John H. & Wilson C. Ely, que también diseñó el National Newark Building y el Ayuntamiento de Newark.